# Aon (azienda)
Aon Plc è una multinazionale britannica quotata al NYSE, con sede a Londra.  Il Gruppo Aon è guidato attualmente da Gregory C. Case, Presidente e CEO internazionale.
È uno dei principali operatori a livello mondiale nell'offerta di servizi di consulenza nei settori del risk management, brokeraggio, assicurazione del credito e riassicurazione, risorse umane ed esternalizzazioni.

## Aon nel mondo
Aon plc. è stata fondata nel 1982, anno in cui la Ryan Insurance Group fu fusa con la Combined International Corporation. Nel 1987, l'azienda venne rinominata Aon, un termine che in lingua gaelica significa unione. Aon è presente in 120 Paesi in Europa, America, Asia, Africa ed Oceania e conta su una rete di circa 500 sedi a livello globale. La società impiega, oltre 54.000 dipendenti. Aon è strutturata in tre unità di business, ciascuna focalizzata su uno specifico ramo di attività: la sezione di gestione del rischio, Aon Risk Solutions, offre prodotti assicurativi su proprietà, nel ramo danni, di esposizione ai debiti ed altri servizi alle imprese, organizzazioni ed enti pubblici nonché servizi di gestione del rischio.  Il segmento riassicurativo, Aon Benfield, è dedicato al brokeraggio riassicurativo. La sezione di risorse umane, Aon Hewitt, invece offre servizi di consulenza e di esternalizzazione. La sede principale di Aon era situata a Chicago fino al 2012, anno in cui il quartier generale è stato trasferito a Londra. La società è presente nelle maggiori città finanziarie del mondo: Parigi, Francoforte, New York, San Paolo, Sydney, Berlino, Washington, Madrid, Pechino, Tokyo, Seul, Giacarta, Toronto, Dubai, Milano, Hong Kong, Singapore, Melbourne, Mumbai, Bangkok.

## Aon in Italia
Aon è presente dal 1999 in Italia con Aon Italia S.r.l., la holding capogruppo, che controlla alcune società di settore acquisite nel corso degli anni per incrementare il portfolio di offerta dell'azienda. La divisione di Aon in Italia è guidata dall'Amministratore delegato Andrea Parisi.
Il Gruppo Aon è presente in Italia con 27 uffici situati in 26 città in tutto il territorio nazionale e oltre 1300 dipendenti. È specializzato nella consulenza per la gestione dei rischi e delle risorse umane, dei programmi assicurativi di 28 Gruppi italiani presenti nell'indice S&P40, di oltre 8000 piccole medie imprese e di oltre 700 enti e aziende della Pubblica Amministrazione. Aon realizza inoltre attività di studio, valutazione e quantificazione dei rischi. A partire dal 2012 si è strutturata in una nuova articolazione (Geografie, Segmenti, Specialty). Aon ha poi sviluppato nel corso degli anni molteplici specialty in differenti ambiti merceologici, quali il trade credit, i bond, le costruzioni, il fine art, gli employee benefit, il settore energetico, leasing, l'agribusiness ed altri. Nel 2017 il Gruppo ha realizzato in Italia ricavi complessivi per 250 milioni di euro e ha intermediato premi per quasi 3 miliardi di euro.

## Sponsorizzazioni e Collaborazioni
Aon Italia è promotore di progetti di responsabilità sociale d'impresa. In particolare ha in attivo partnership con organizzazioni no profit come AIRC, LILT- Lega Italiana per la Lotta contro i Tumori, l'Associazione Dynamo Camp Onlus, la Comunità di San Patrignano e l'Associazione CAF Onlus – Centro di Aiuto ai Minori e alla Famiglia in Crisi.

### Sport
Aon è gold sponsor della squadra italiana di pallacanestro Olimpia Milano., sponsor dell'Atalanta BC, del Vicenza Calcio, della squadra di pallavolo femminile Savino del Bene, partner tra j Varese Basket. Aon è sponsor inoltre del torneo internazionale di tennis maschile Aon Open Challenger - Memorial Giorgio Messina, giunto nel 2024 alla XX edizione, che ogni anno vede impegnati diversi tra i più importanti atleti del panorama mondiale.
Dal 2016 al 2019 è stato uno degli sponsor principali del Parma Calcio 1913.
È inoltre lo sponsor principale della AON Milano Sport tennistavolo, squadra che milita in Serie A1 nel campionato di Tennistavolo italiano.

## Attentati terroristici dell'11 settembre 2001
Durante gli attacchi terroristici dell'11 settembre, la multinazionale aveva la sua sede newyorkese al 92° e tra i piani 98 e 105 della Torre sud del World Trade Center. Prima che il grattacielo venisse colpito dal Volo United Airlines 175, oltre 900 dei circa 1100 dipendenti dell'azienda riuscirono ad evacuare l'edificio in sicurezza, ma 176 non ce la fecero in tempo e rimasero intrappolati, morendo nel successivo crollo della torre avvenuto alle 9:59.